# Guillemots
I Guillemots (nome a volte scritto gUiLLeMoTs) sono un gruppo musicale inglese di genere indie rock, attivo dal 2004 e formato da Fyfe Dangerfield, MC Lord Magrão, Aristazabal Hawkes e Greig Stewart.
Sono stati nominati al BRIT Awards del 2007 per il miglior gruppo dal vivo.
Il loro secondo album, Red, ha raggiunto il 9º posto nella classifica inglese degli album più venduti.
Hanno pubblicato complessivamente 4 album.

## Discografia
- 2006 - Through the Windowpane (Naive/Self)
- 2008 - Red (Polydor)
- 2011 - Walk the River (Wrasse/Emi)
- 2012 - Hello Land (Rough Trade)